# Sascha Stiehler

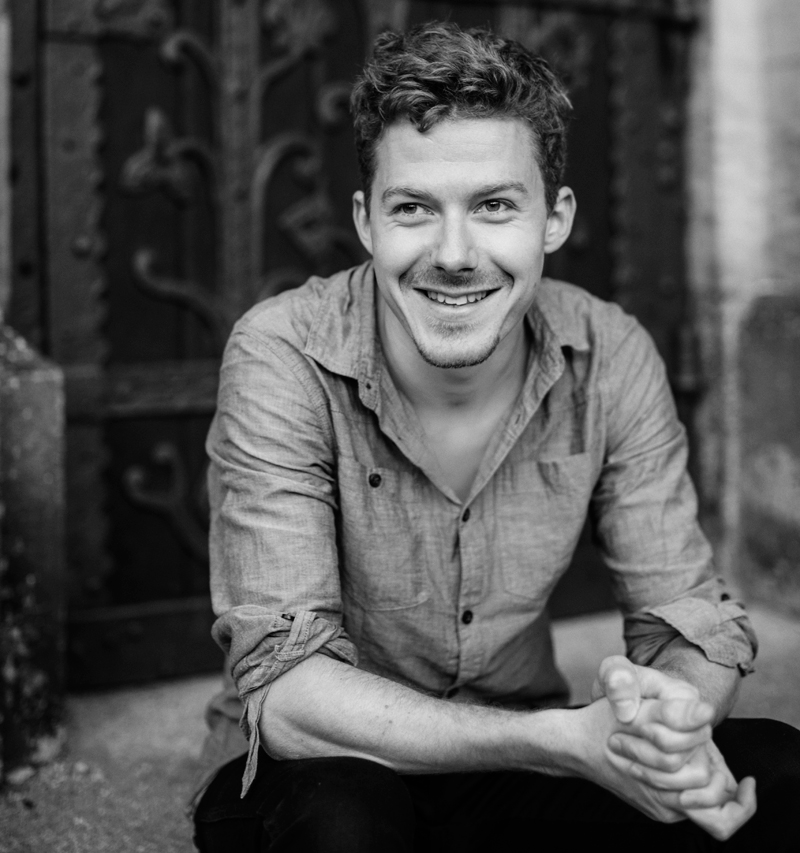
Sascha Stiehler (2014)

Sascha Stiehler (* 27. Januar 1988 in Zwickau) ist ein deutscher Pianist und Komponist.

## Leben
Mit sechs Jahren erhielt Sascha Stiehler seinen ersten klassischen Klavierunterricht, ab dem 14. Lebensjahr begann er mit Jazzklavier. Er besuchte von 1998 bis 2006 das Musikspezialgymnasium „Clara-Wieck“ in Zwickau. Zwischen 2004 und 2006 war er Mitglied des Landesjugendjazzorchesters Sachsen. 2005 nahm er erfolgreich am Bundeswettbewerb Jugend jazzt teil.
Von 2004 bis 2006 war Stiehler Nachwuchsförderklassenstudent an der Hochschule für Musik und Theater „Felix Mendelssohn Bartholdy“ Leipzig. Von 2006 bis 2013 absolvierte er dort sein Studium im Fach Jazzpiano bei Richie Beirach.
2007 gründete Sascha Stiehler mit Saxofonist Antonio Lucaciu, Schlagzeuger Jan Roth und Bassisten Matthias Eichhorn das Quartett „Change Request“. Zusammen mit Antonio Lucaciu, Robert Lucaciu und dem Jazzclub Leipzig e. V. leitet und initiierte er 2010 den „Liveclub Telegraph“ in Leipzig. Im gleichen Jahr gründete er mit Antonio und Robert Lucaciu das Musiklabel Egolaut. Seit 2009 gehört er zum Quartett von Evgeny Ring. 2011 spielte er mit Norman Sinn als Support der Tour von Herbert Grönemeyer.
Seit 2011 initiiert Sascha Stiehler zusammen mit Antonio Lucaciu, dem Sächsischen Musikrat und der Landesmusikakademie Sachsen den jährlich stattfindenden Workshop „Jazz und improvisierte Musik“ für junge Musiktalente aus Mitteldeutschland.
Im April 2012 veröffentlichte das Duo Stiehler/Lucaciu das Album Clara Park. Die anschließende „Duo trifft Freunde“-Tour mit über 30 Konzerten wurde nach einem Aufruf der Band ausschließlich von Fans organisiert.
Im Mai desselben Jahres war Sascha Stiehler zusammen mit Antonio Lucaciu, Robert Lucaciu und Cornelius Häschel künstlerischer Leiter des 13. Greizer Jazzwerks.
2013 komponierte Sascha Stiehler zusammen mit Antonio Lucaciu im Auftrag des 34. Deutschen Evangelischen Kirchentages das Werk „Soviel du brauchst“ für Streichensemble, Chor, Schlagwerk, Klavier und Saxofon. Die Uraufführung an der Binnenalster und am Hafenbecken in Hamburg am 1. Mai 2013 erlebten über 250.000 Menschen. Zeitgleich erschien das Werk beim Musiklabel Egolaut als Single-CD.
Am 1. Oktober 2013 veröffentlichte das Duo Stiehler/Lucaciu das Album Kompott geht immer und ging damit auf zweimonatige Deutschlandtournee.
Im Frühjahr 2014 initiierte er zusammen mit Antonio Lucaciu ein Künstlerhaus im Leipziger Stadtteil Plagwitz. Im Herbst 2014 folgte mit dem Duo Stiehler/Lucaciu die „Duo dreht durch“ Tour. Anschließend ging Sascha Stiehler mit der Band Hundreds auf USA Tournee.
Seit 2015 hat er die Musikalische Leitung der Gewinnerin der vierten Staffel von The Voice of Germany, Charley Ann Schmutzler inne.
2016 gründete er zusammen mit Antonio Lucaciu die fünfköpfige Popband Egolaut. Zusammen mit Charley Ann Schmutzler und Egolaut ging er im Mai 2016 auf Deutschlandtournee.
Im Herbst 2016 folgte eine Russlandtournee mit dem Evgeny Ring Quartett.
Am 21. April 2017 veröffentlichte Egolaut die erste EP Kein Widerstand, nur Hitze.
Seit 2016 ist Sascha Stiehler mit der Fotografin Sandra Ludewig verheiratet. Zusammen fotografieren sie Konzerte und Tourneen von Künstlern wie Helene Fischer, Roland Kaiser und Ina Müller.
Im Jahr 2021 veröffentlichte er mit Clueso 14 Piano-Versionen zum Longplayer ALBUM.

## Auszeichnungen und Preise
- 2005 Staatsministerpreis des Freistaates Sachsen mit der Formation „Jazzodron“
- 2008 Internationaler Jazzpreis Straubing
- 2009 Leipziger Jazznachwuchspreis (gemeinsam mit seinem Duopartner Antonio Lucaciu)[6][7]
- 2009 Preis der Hans und Eugenia Jütting-Stiftung Stendal Jütting-Stiftung in Stendal fördert musikalische Nachwuchstalente (Deutsches Musikinformationszentrum 24. November 2009)
- 2009 2. Preis mit dem Evgeny Ring Quartet beim Internationalen Jazzpreis Burghausen
- 2010 Zweiter Platz beim Biberacher Jazzpreis[8]
- 2010 3. Preis mit dem Evgeny Ring Quartet beim Internationalen Jazzpreis Hoeillaart

## Diskografie
- Kaye Ree Endless Melody (Reevolution Music 2009)
- Change Request Die erträgliche Leichtigkeit des Seins (Egolaut Records 2010)
- Duo Stiehler/Lucaciu Traumfresserchen (Egolaut 2010)
- Evgeny Ring Quartet Ya Tashus (Double Moon Records 2011)
- Norman Sinn Was macht Sinn (Four Music 2011)
- Duo Stiehler/Lucaciu Clara Park (Egolaut 2012)
- Duo Stiehler/Lucaciu Soviel du brauchst (Egolaut Records 2013)
- Max Prosa Rangoon (Columbia/Zughafen 2013)
- Dota Kehr Wo soll ich suchen (2013)
- Duo Stiehler/Lucaciu Kompott geht immer (Egolaut 2013)
- Bertram Burkert Das Auge des Betrachters (Egolaut Records 2013)
- Clueso Stadtrandlichter (Text Und Ton / Universal Music 2014)
- Clueso/Various Artist Für Hilde (Four Music 2015)
- Evgeny Ring Quartet feat. Bastian Ruppert Mesokosmos (Unit Records 2015)
- Schlafkonzert feat. Kosho - Einschlafen erlaubt (heartbeats 2016)
- Egolaut Kein Widerstand, nur Hitze (EP, Egolaut 2017)